# Eurocode
Eurocodes là mười tiêu chuẩn châu Âu (EN; quy tắc kỹ thuật hài hòa) quy định cách thiết kế kết cấu nên được tiến hành trong Liên minh châu Âu (EU). Chúng được phát triển bởi Ủy ban Tiêu chuẩn hóa Châu Âu theo yêu cầu của Ủy ban Châu Âu.
Mục đích của các eurocode là để cung cấp:
- một phương tiện để chứng minh sự tuân thủ các yêu cầu về độ bền cơ học, độ ổn định và an toàn trong trường hợp hỏa hoạn do luật của Liên minh Châu Âu thiết lập.[2]
- cơ sở để xây dựng và quy cách hợp đồng kỹ thuật.
- một khuôn khổ để tạo ra các thông số kỹ thuật hài hòa cho các sản phẩm xây dựng (CE mark).

Đến tháng 3 năm 2010, Eurocode là bắt buộc đối với đặc điểm kỹ thuật của các công trình công cộng ở Châu Âu và được dự định trở thành tiêu chuẩn thực tế cho khu vực tư nhân. Do đó, Eurocodes thay thế các quy chuẩn xây dựng quốc gia hiện có do các cơ quan tiêu chuẩn quốc gia công bố (ví dụ: BS 5950), mặc dù nhiều quốc gia đã có một thời gian tồn tại chung. Ngoài ra, mỗi quốc gia dự kiến sẽ ban hành một Phụ lục Quốc gia về các Mã Euro sẽ cần tham khảo cho một quốc gia cụ thể (ví dụ: Phụ lục Quốc gia của Vương quốc Anh). Hiện tại, việc tiếp nhận Eurocodes đối với các dự án khu vực tư nhân còn chậm và các mã quốc gia hiện có vẫn được các kỹ sư sử dụng rộng rãi.
Phương châm của Eurocodes là "Xây dựng tương lai". Thế hệ thứ hai của Eurocodes (2G Eurocodes) đang được chuẩn bị.

## Lịch sử
Năm 1975, Ủy ban Cộng đồng Châu Âu (nay là Ủy ban Châu Âu), đã quyết định một chương trình hành động trong lĩnh vực xây dựng, dựa trên điều 95 của Hiệp ước. Mục tiêu của chương trình là loại bỏ các trở ngại kỹ thuật đối với thương mại và hài hòa các thông số kỹ thuật. Trong chương trình hành động này, Ủy ban đã có sáng kiến thiết lập một bộ các quy tắc kỹ thuật hài hòa để thiết kế các công trình xây dựng, trước hết sẽ đóng vai trò thay thế cho các quy tắc quốc gia có hiệu lực ở các nước thành viên của Liên minh Châu Âu (EU).) và cuối cùng sẽ thay thế chúng. Trong mười lăm năm, Ủy ban, với sự giúp đỡ của một ban chỉ đạo với đại diện của các quốc gia thành viên, đã tiến hành phát triển chương trình Eurocodes, dẫn đến thế hệ mã châu Âu đầu tiên vào những năm 1980.
Năm 1989, Ủy ban và các quốc gia thành viên của EU và Hiệp hội Thương mại Tự do Châu Âu (EFTA) đã quyết định, trên cơ sở thỏa thuận giữa Ủy ban và chuyển giao việc chuẩn bị và xuất bản Eurocode cho Ủy ban Tiêu chuẩn hóa Châu Âu (CEN) thông qua một loạt các nhiệm vụ, nhằm cung cấp cho họ một trạng thái trong tương lai của Tiêu chuẩn Châu Âu (EN). Điều này liên kết trên thực tế các Mã Euro với các quy định của tất cả các Chỉ thị của Hội đồng và/hoặc Quyết định của Ủy ban đối với các tiêu chuẩn châu Âu (ví dụ: Quy định (EU) số 305/2011 về tiếp thị các sản phẩm xây dựng và Chỉ thị 2014/24 / EU về mua sắm chính phủ ở Liên minh Châu Âu).

## Danh sách
Eurocode được xuất bản dưới dạng Tiêu chuẩn Châu Âu riêng biệt, mỗi tiêu chuẩn có một số phần. Đến năm 2002, mười phần đã được phát triển và xuất bản:
- EC 0 (EN 1990): cơ bản về phân tích kết cấu
- EC 1 (EN 1991): Tải trọng lên kết cấu
Phần 1-1: Mật độ, trọng lượng bản thân, tải trọng đặt cho các tòa nhà   (EN 1991-1-1)
Phần 1-2: Tác động đối với kết cấu chịu lửa   (EN 1991-1-2)
Phần 1-3: Các tác động chung - Tải tuyết   (EN 1991-1-3)
Phần 1-4: Các tác động chung - Tác động của gió   (EN 1991-1-4)
Phần 1-5: Các tác động chung - Tác động nhiệt   (EN 1991-1-5)
Phần 1-6: Các tác động chung - Các tác động trong quá trình thi công  (EN 1991-1-6)
Phần 1-7: Các động chung - Tác động ngẫu nhiên   (EN 1991-1-7)
Phần 2: Tải trọng giao thông trên cầu   (EN 1991-2)
Phần 3: Các tác động do cần trục và máy móc gây ra   (EN 1991-3)
Phần 4: Silo và tank   (EN 1991-4)
- EC 2 (EN 1992): Thiết kế kết cấu bê tông cốt thép (BTCT)
Phần 1-1: Các quy tắc chung và quy tắc cho các tòa nhà   (EN 1992-1-1)
Phần 1-2: Thiết kế kết cấu chịu lửa  (EN 1992-1-2)
Phần 1-3: Các phần tử và kết cấu bê tông đúc sẵn   (EN 1992-1-3)
Phần 1-4: Bê tông cốt liệu nhẹ có cấu trúc khép kín   (EN 1992-1-4)
Phần 1-5: Kết cấu có gân ứng suất trước không liên kết và bên ngoài   (EN 1992-1-5)
Phần 1-6: Kết cấu bê tông trơn   (EN 1992-1-6)
Phần 2: Cầu bê tông cốt thép và bê tông dự ứng lực   (EN 1992-2)
Phần 3: Cấu trúc giữ và chứa chất lỏng   (EN 1992-3)
Phần 4: Thiết kế dây buộc để sử dụng trong bê tông   (EN 1992-4)
- EC 3 (EN 1993): Thiết kế kết cấu thép
Phần 1-1: Các quy tắc và quy tắc chung cho các tòa nhà   (EN 1993-1-1)
Phần 1-2: Quy tắc chung - Thiết kế kết cấu chống cháy   (EN 1993-1-2)
Phần 1-3: Quy tắc chung - Quy tắc bổ sung cho các cấu kiện nén và tấm   (EN 1993-1-3)
Phần 1-4: Quy tắc chung - Quy tắc bổ sung cho thép không gỉ   (EN 1993-1-4)
Phần 1-5: Các yếu tố cấu trúc mạ   (EN 1993-1-5)
Phần 1-6: Độ bền và tính ổn định của kết cấu vỏ   (EN 1993-1-6)
Phần 1-7: Quy tắc chung - Quy tắc bổ sung đối với các phần tử kết cấu mạ phẳng không tải   (EN 1993-1-7)
Phần 1-8: Thiết kế khớp nối   (EN 1993-1-8)
Phần 1-9: Độ mỏi   (EN 1993-1-9)
Phần 1-10: Độ bền dai của vật liệu và các đặc tính xuyên suốt độ dày   (EN 1993-1-10)
Phần 1-11: Thiết kế kết cấu với các bộ phận chịu lực   (EN 1993-1-11)
Phần 1-12: Thép cường độ cao   (EN 1993-1-12)
Phần 2: Cầu thép   (EN 1993-2)
Phần 3-1: Tháp, cột buồm và ống khói   (EN 1993-3-1)
Phần 3-2: Tháp, cột buồm và ống khói - Ống khói   (EN 1993-3-2)
Phần 4-1: Silo   (EN 1993-4-1)
Phần 4-2: Xe tăng   (EN 1993-4-2)
Phần 4-3: Đường ống   (EN 1993-4-3)
Phần 5: Đóng cọc   (EN 1993-5)
Phần 6: Kết cấu hỗ trợ cần trục   (EN 1993-6)
- EC 4 (EN 1994): Thiết kế kết cấu hỗn hợp bê tông-thép
Phần 1-1: Các quy tắc và quy tắc chung cho các tòa nhà   (EN 1994-1-1)
Phần 1-2: Thiết kế kết cấu chống cháy   (EN 1994-1-2)
Phần 2: Các quy tắc và quy tắc chung cho cầu   (EN 1994-2)
- EC 5 (EN 1995): Thiết kế kết cấu gỗ
Phần 1-1: Chung - Các quy tắc và quy tắc chung cho các tòa nhà   (EN 1995-1-1)
Phần 1-2: Chung - Thiết kế kết cấu chống cháy   (EN 1995-1-2)
Phần 2: Cầu   (EN 1995-2)
- EC 6 (EN 1996): Thiết kế kết cấu gạch đá
Phần 1-1: Chung - Quy tắc cho kết cấu xây có cốt và không gia cố   (EN 1996-1-1)
Phần 1-2: Quy tắc chung - Thiết kế kết cấu chống cháy   (EN 1996-1-2)
Phần 2: Thiết kế, lựa chọn vật liệu và thi công khối gạch đá   (EN 1996-2)
Phần 3: Các phương pháp tính toán đơn giản cho kết cấu gạch đá   (EN 1996-3)
- EC 7 (EN 1997): Thiết kế nền móng
Phần 1: Quy tắc chung   (EN 1997-1)
Phần 2: Điều tra và thử nghiệm mặt đất   (EN 1997-2)
Phần 3: Thiết kế được hỗ trợ bởi thử nghiệm hiện trường   (EN 1997-3)
- EC 8 (EN 1998): Thiết kế chống động đất
Phần 1: Các quy tắc chung, các hành động địa chấn và các quy tắc cho các tòa nhà   (EN 1998-1)
Phần 2: Cầu   (EN 1998-2)
Phần 3: Đánh giá và trang bị thêm các tòa nhà   (EN 1998-3)
Phần 4: Silô, bể chứa và đường ống   (EN 1998-4)
Phần 5: Nền móng, cấu trúc giữ lại và các khía cạnh địa kỹ thuật   (EN 1998-5)
Phần 6: Tháp, cột buồm và ống khói   (EN 1998-6)
- EC 9 (EN 1999): Thiết kế kết cấu nhôm
Phần 1-1: Các quy tắc cấu trúc chung   (EN 1999-1-1)
Phần 1-2: Thiết kế kết cấu cháy   (EN 1999-1-2)
Phần 1-3: Kết cấu dễ bị mỏi   (EN 1999-1-3)
Phần 1-4: Tấm kết cấu hình thành nguội   (EN 1999-1-4)
Phần 1-5: Cấu trúc vỏ   (EN 1999-1-5)
Mỗi mã (trừ EN 1990) được chia thành một số phần bao gồm các khía cạnh cụ thể của chủ đề. Tổng cộng có 58 bộ phận EN Eurocode được phân phối trong mười Eurocode (EN 1990 - 1999).
Tất cả các EN Eurocode liên quan đến vật liệu đều có
-Phần 1-1 bao gồm thiết kế các tòa nhà và các cấu trúc công trình dân dụng khác
- Phần 1-2 dành cho thiết kế phòng cháy.
Các mã cho bê tông, thép, thép composite và bê tông, và kết cấu gỗ và khả năng chống động đất có Phần 2 bao gồm thiết kế của cầu. Các Phần 2 này nên được sử dụng kết hợp với các Phần chung thích hợp (Phần 1).